# 1-methoxy-2-propanol
1-methoxy-2-propanol, ook bekend onder de naam propyleenglycolmonomethylether of PGME, is een kleurloze organische vloeistof met een kenmerkende, ether-achtige geur.

## Synthese
1-methoxy-2-propanol kan bereid worden door de reactie van propeenoxide met methanol:
Bij de reactie wordt als nevenproduct het isomeer 2-methoxy-1-propanol gevormd, dat door middel van destillatie wordt afgescheiden.

## Toepassingen
1-methoxy-2-propanol wordt vooral gebruikt voor de synthese van andere chemicaliën (zoals bijvoorbeeld 1-methoxy-2-propanolacetaat) en als oplosmiddel, onder andere in de verf-, kunsthars-, lijm-, pesticiden-, detergenten- en schoonmaakmiddelen- en cosmetische industrie; ook in producten voor het schoonmaken van metalen, in chemicaliën gebruikt bij de aardoliewinning, en in chemische dispergeermiddelen voor olielozingen.
Het productievolume van 1-methoxy-2-propanol in de Europese Unie voor 2003 werd geschat op 188.000 ton.

## Toxicologie en veiligheid
1-methoxy-2-propanol is een ontvlambaar product. Bij blootstelling aan hoge concentraties is de stof irriterend voor de ogen, de huid en de luchtwegen. Blootstelling aan zeer hoge concentraties kan schade aan het centraal zenuwstelsel veroorzaken. Blootstelling gebeurt niet alleen door inademen van de dampen of aerosol, maar ook doorheen de huid. 1-methoxy-2-propanol ontvet de huid.
Grenswaarden voor beroepsmatige blootstelling (onder meer in België en Nederland) zijn:
- 100 ppm (375 mg/m3) (8-uursgemiddelde)
- 150 ppm (568 mg/m3) (kortetermijngemiddelde)

1-methoxy-2-propanol wordt niet beschouwd als een milieugevaarlijke stof. Ze heeft een lage acute toxiciteit, is goed biologisch afbreekbaar, en heeft een laag potentieel voor bioaccumulatie.